# Робсонія бурштинова
Робсо́нія бурштинова (Robsonius thompsoni) — вид горобцеподібних птахів родини кобилочкових (Locustellidae).

## Таксономія
Вид був виявлений на острові Лусон дослідницькою групою з Університету Канзасу. Його назвали на честь Макса Томпсона, професора Південно-Західного коледжу на пенсії та наукового співробітника Інституту біорізноманіття Канзаського університету.

## Поширення
Ендемік філіппінського острова Лусон. Поширений у горах Сьєрра-Мадре на північному сході острова. Населяє тропічні вологі гірські ліси.

## Спосіб життя
Мешкає у підліску тропічних лісів, де харчується комахами. Це приземкуваті наземні птахи, тому вони мають міцні й довгі ноги та слабкі крила, тому вони ледве літають. 